# Musée central d'État d'histoire contemporaine de Russie
Le musée central d'État d'histoire contemporaine de Russie (russe : Государственный Центральный Музей Современной Истории России) est l'un des grands musées d'histoire moderne au monde. Le musée est situé dans le centre de Moscou, dans la rue Tverskaïa, dans un monument architectural du classicisme de Moscou à la fin du xviiie siècle. Il abrita le Club anglais de Moscou de 1831 à 1917.